# 俾斯麦塔 (斯德丁)

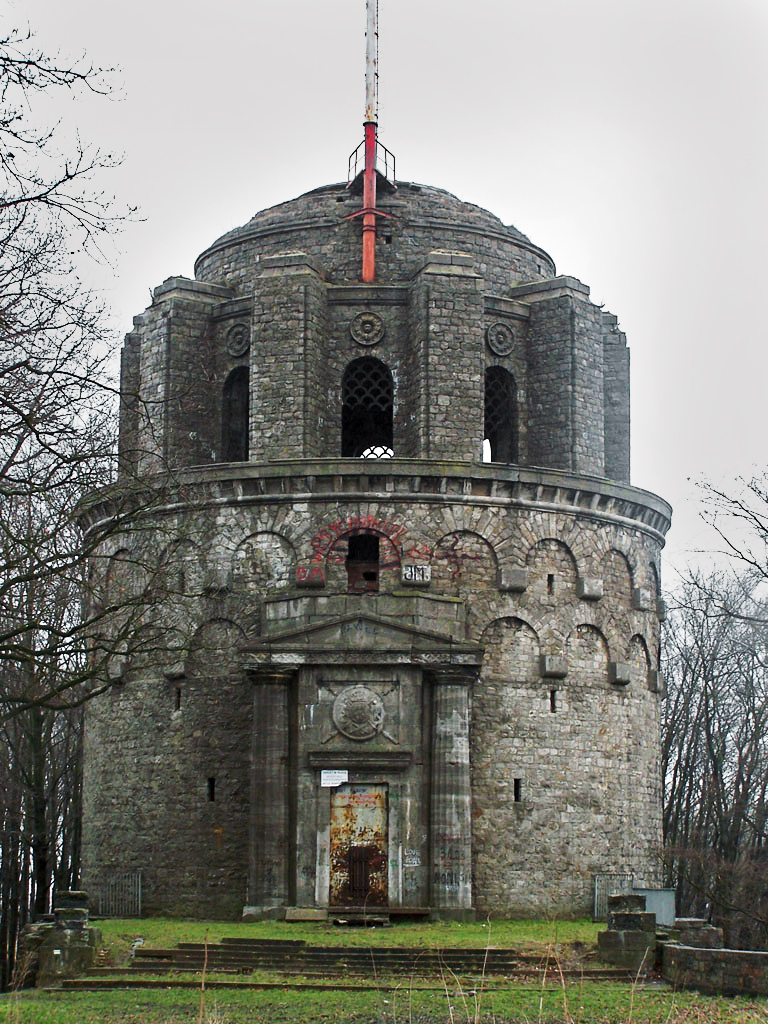

斯德丁的俾斯麦塔是昔日德国各地众多的俾斯麦塔之一，位于今日波兰西部城市什切青，距离市中心6公里的山顶，山下为工业区。
斯德丁的俾斯麦塔于1913年动工，1921年建成，高25米。耗资200,000 紙馬克。
其正门已被封死。